# 内夫
内夫是德国莱茵兰-普法尔茨州的一个市镇。总面积6.51平方公里，总人口465人，其中男性214人，女性251人（2011年12月31日），人口密度71人/平方公里。